# Joël Lopez
Joël Lopez, né le 30 octobre 1960 à Aressy, est un ancien footballeur français et béarnais, originaire de la région de Pau.
Surnommé le « Le Petit Prince » lorsqu'il évoluait sous le maillot palois, Lopez est une légende du Football-Club de Pau, puis du Pau FC.  Meilleur buteur de l'histoire du club, Lopez contribue activement à la structuration du club une fois devenu dirigeant, avec un rôle clé dans l'accession au monde professionnel.
Formé à la JAB de Pau et au FA Bourbaki, Lopez débute au FC Pau sous les ordres de Paul Escudé, puis devient entraineur de 2000 à 2001 avant de devenir directeur sportif, puis président jusqu'en 2010. Après un passage par Évian, Lopez revient au Pau FC à partir de 2017, contribuant à l'accession du club béarnais en Ligue 2. Lopez est à l'origine de la structuration et de la professionnalisation du club,.
Lopez quitte ses fonctions au sein du club béarnais en 2023, remplacé par le fils de Bernard Laporte-Fray.

## Biographie

### Joueur
Joël Lopez commence le football à l'âge de cinq ans à la Jeanne d'Arc le Béarn de Pau. Il y côtoie Jean-Michel Larqué (futur septuple champion de France avec l'AS Saint-Etienne et international français) qui fait également ces débuts dans ce club dont son père, Jean Larqué, est président,.

#### FC Pau
En 1979, après un passage au FA Bourbaki, Joël Lopez rentre dans le club le plus prestigieux de la ville, le Pau Football Club, qui évolue alors en quatrième division. Il participe au bon parcours de ce club dans ce championnat : après une troisième place décrochée en 1982 (groupe G), sous les ordres de René Lanusse, le club finit deuxième la saison suivante en 1983 et est promu en troisième division. Militaire affecté à Châteauroux, Joël Lopez joue pendant la moitié de cette saison1982-1983 sous les couleurs de La Berrichonne en deuxième division (groupe A) avec laquelle il joue quatre matchs et marque un but. Après avoir côtoyé Hervé Revelli et Phillipe Leroux, il revient en Béarn au mercato d'hiver et est un acteur de la bonne saison du club, menant à la montée en D3.
Lors de la saison de Division 3 1983-1984, Joël Lopez est le capitaine du club entrainé par Paul Escudé, sous la présidence Clède. Il dispute 30 matches et inscrit 23 buts.

#### Girondins de Bordeaux
Au début de la saison 1984-1985, Joël Lopez est approché par Didier Couécou, directeur sportif des  Girondins de Bordeaux, Claude Bez et finalement par Aimé Jacquet, afin de rejoindre le club. Expliquant sa décision de rejoindre Bordeaux comme un « choix de cœur », Lopez va ainsi jouer la seule saison de sa carrière en première division sous les couleurs des Girondins. Il joue deux matchs en championnat et un en Coupe de France, sans marquer de but. Il participera toutefois au titre de champion de France, remporté par le club pour la seconde fois de leur histoire .
Si Joël Lopez reste la plus grande partie de la saison sur le banc et avec la réserve (qui évolue alors en division 3 groupe centre-ouest et avec laquelle il marque 8 buts pour 23 apparitions), il côtoie tout de même à cette époque le très haut niveau, et estime a posteriori qu'il « aurait pu [s]’inscrire sur la durée avec les Girondins », mais, de son propre aveu, il s'est montré « un petit peu impatient » et s'est « un petit peu lassé d’être sur le banc, la concurrence étant alors très forte ». C'est pourquoi en fin de saison Lopez fait le « choix douloureux de quitter le club », décidant de tenter sa chance ailleurs pour jouer davantage.

#### FC Mulhouse
En 1985 il rejoint le FC Mulhouse, entraîné par Raymond Domenech, en deuxième division. Coutumier du fait, le FCM finit la saison à la deuxième place du groupe B mais ne parvient pas à remonter en première division. En effet, les coéquipiers de Lopez gagnent en pré-barrages contre l'Olympique lyonnais, puis en barrages contre l'Olympique d'Alès, mais perdent contre l'AS Nancy-Lorraine en barrages D1/D2. Cette saison là, Lopez aura joué dix-huit match avec le club alsacien.

#### CS Thonon
En fin de saison, il signe au Club sportif de Thonon, autre club de division 2 qui est alors en difficulté depuis quelques années. Durant cette saison, sous les ordres de Michel Plumereau, qui laisse sa place en novembre au tchèque champion d'Europe 1976 Anton Ondruš qui devient entraineur-joueur, Lopez joue vingt-cinq matchs cette saison et marque deux buts. Mais le CST finit seizième et est relégué en D3,,. L'équipe dirigeante faisant face à de trop gros problèmes de gestion dépose le bilan et demande la double-relégation en quatrième division en fin de saison.

#### FC Pau
À l’été 1987, Lopez préfère revenir chez lui à Pau et finir sa carrière en troisième division plutôt que d’évoluer en D2. Il considère effectivement la deuxième division de l’époque comme étant un championnat « quand même assez compliqué avec un football très physique, pas forcément adapté à [ses] qualités ». Le FC Pau dans lequel il revient évolue toujours en troisième division et finit chacune de ses saisons dans le milieu du classement, successivement sous les ordres de Paul Escudé, Jean Gallice et Slavoljub Muslin, stagnant de la 6e à la 14e place, assurant son maintien mais ne parvenant à jouer la montée, Lopez va jouer une vingtaine de matchs par saison (et marque une moyenne de 5 buts) durant les 5 années qu'il va passer au club, et arrête sa carrière de joueur en 1992,.

### Dirigeant
Après sa carrière de joueur, il s'est reconverti en tant que dirigeant, puis président du Pau FC, après la disparition du FC Pau. Il devient également entraîneur au Pau FC de 2000 à 2001. Lopez devient ensuite directeur sportif puis président jusqu'en 2010. Il a ensuite rejoint l'Évian Thonon Gaillard Football Club où il a travaillé dans la cellule de recrutement.
Il est ensuite nommé directeur délégué puis président en décembre 2013, succédant à Patrick Trotignon à la suite de sa démission,. Cependant, à l'intersaison 2015, il a été démis de ses fonctions par le conseil d'administration du club.
Déçu par le monde du football professionnel, Lopez retourne ensuite au Pau FC à partir de 2017 en qualité de conseiller de son ami et président Bernard Laporte-Fray, contribuant à l'accession du club béarnais en Ligue 2,.
Passionné par son club, il n'hésite pas à exprimer publiquement son mécontentement à la suite de la livraison du Nouste Camp. En 2018, un différend l'oppose à son entraineur Bruno Irles au sujet du recrutement du Pau FC qui conduit au départ de ce dernier, d'après l'ancien président Pierre Clède.
Depuis l'accession du Pau FC à la Ligue 2, Lopez contribue à structurer le club,. Il s'occupe notamment de la construction du centre de formation.
Joël Lopez quitte le club en 2023.

## Palmarès
- Champion de France en 1984 avec les Girondins de Bordeaux